# Имарат-Гарванд
Имарат-Гарванд (азерб. İmarət Qərvənd), ранее некоторое время использовалось название — Кяремли (азерб. Kərəmli), ранее в советских русскоязычных источниках — Имарет-Карвенд, Имерет-Геревенд, Имарат-Гервенд, — село в Агдеринском районе Азербайджана, село является центром Имарат-Гарвандского сельского административно-территориального округа.

## Топонимика
Согласно «Энциклопедическому словарю топонимов Азербайджана», село получило название от проживавшего в Карабахе племени гарванд или карвенд (азерб. qərvənd), из которого происходили основавшие село семьи, а слово «имарат» или «имарет» (азерб. imarət «чертог»), указывающее на существовавшее там ранее владения, было добавлено, чтобы отличить село от других одноимённых сёл.
В советский период село по-русски называлось Имарет-Карвенд, Имерет-Геревенд, Имарат-Гервенд. После 1993 года село называлось Кяремли. В 2023 году вновь стало называться Имарат-Гарванд.

## География
Село Имарат-Гарванд является центром Имарат-Гарвандского сельского административно-территориального округа Агдеринского района, при этом в состав этого сельского административно-территориального округа входят также и сёла Чапар и Зардахач.
Село Имарат-Гарванд расположено в 53 км к западу от районного центра — города Агдере, на берегу реки Агдабанчай, в южных подножиях Муровдагского хребта, на высоте 1155 м.
Село состоит из двух частей: восточной — Кяремли и западной — Алмедетли (Алмеэтли). При этом, до Карабахского конфликта большинство домов находилось в Кяремли.

## История
В советский период на 1933 год в составе Автономной Области Нагорного Карабаха, входившей в свою очередь в состав АССР (Азербайджанской ССР), указан Имарет-Карвендский сельсовет, в составе которого указаны два населённых места: Имарет-Карвенд и Керимли. Сама Автономная область Нагорного Карабаха (АОНК) была образована 7 июля 1923 года, а в 1936 году была переименована в Нагорно-Карабахскую автономную область (НКАО). На 1977 год село входило в состав Мардакертского района Нагорно-Карабахской автономной области (НКАО) Азербайджанской ССР и было центром одноимённого сельсовета.
2 сентября 1991 года на совместной сессии Нагорно-Карабахского областного и Шаумяновского районного Советов народных депутатов была принята Декларация о провозглашении Нагорно-Карабахской Республики в границах Нагорно-Карабахской автономной области (НКАО) и сопредельного Шаумяновского района Азербайджанской ССР.
Населённое азербайджанцами село Имарат-Гарванд сильно пострадало во время Первой карабахской войны. По словам историка Рамина Ализаде, 17 сентября 1991 года армянские вооружённые формирования внезапно начав наступление, взяло село в окружение, и начиная с 18 сентября 1991 года, село начало обстреливаться ракетами "Алазань", в то время как местное население оборонялось охотничьими ружьями. По словам историка, в первые дни боёв погибло 15 мирных жителей. Согласно докладу правозащитного центра «Мемориал», в годы Первой карабахской войны в результате боевых действий армянских вооруженных формирований жители села были вынуждены покинуть его, само село же было сожжено нападавшими. Село было занято армянскими вооружёнными формированиями. Согласно журналисту Салману Алыоглу, село Имарат-Гарванд стало первым селом в Нагорном Карабахе, попавшим под контроль армянских вооружённых формирований.
26 ноября 1991 года Верховный Совет Азербайджанский Республики принял закон "Об упразднении Нагорно-Карабахской автономной области Азербайджанской Республики". В этом законе было постановлено помимо упразднения Нагорно-Карабахской Автономной Области (НКАО), в том числе также и переименование Мардакертского района в Агдеринский район.
К началу июля 1992 года Азербайджанские войска восстановили контроль над селом.
Решением Милли Меджлиса Азербайджанской Республики от 13 октября 1992 года Агдеринский район был ликвидирован, а село было передано в состав соседнего Кельбаджарского района. После этого, в административно-территориальном делении Азербайджана, село некоторое время носило название Кярямли.
В начале 1993 года село вновь было занято армянскими вооружёнными формированиями и попало под контроль непризнанной Нагорно-Карабахской Ренспублики (НКР). Согласно административно-территориальному делению непризнанной Нагорно-Карабахской Республики (НКР), село располагалось на территории Мартакертского района НКР.
В результате Трёхстороннего Заявления в ночь с 9 по 10 ноября 2020 года, подписанного по итогам Второй Карабахской войны, село перешло под контроль Российских миротворческих сил.
В результате боевых действий в сентябре 2023 года Азербайджан восстановил свой контроль над селом.
27 декабря 2023 года Агдеринский район был восстановлен в прежних границах и Имарат-Гарвандский сельский административно-территориальный округ вместе с входящим в него селом Имарат-Гарванд из состава Кельбаджарского района был передан в состав Агдеринского района. В настоящее время село Имарат-Гарванд является центром Имарат-Гарвандского сельского административно-территориального округа Агдеринского района Азербайджана.

## Население
До Первой карабахской войны село имело исключительно азербайджанское население. По данным «Свода статистических данных о населении Закавказского края, извлеченных из посемейных списков 1886 года», в селе Герравенд 1-й (Имарат) Герравендского сельского общества Джеванширского уезда Елизаветпольской губернии было 143 дыма и проживало 400 человек, все — азербайджанцы (указаны как «татары»), по вероисповеданию — шииты. 26 человек были представителями бекства, 11 — духовенства, остальные — государственными крестьянами.
По данным «Кавказского календаря» 1912 года в селе, указанном как Имарат-Геравенд Джеванширского уезда Елизаветпольской губернии жило 310 азербайджанцев, указанных в календаре как «татары». По данным переписи 1921 года, в селе проживало 144 человека — все азербайджанцы (указаны как «тюрки азербайджанские»); к 1979 году население увеличилось до 897 человек.
До Карабахского конфликта общее население села составляло около 1600 человек.

## Экономика
В советское время население села занималось в основном животноводством и земледелием. Здесь имелись средняя школа, клуб, библиотека, медпункт. До Карабахского конфликта в селе было до 210 домов, 320 хозяйств.